# Bedarahatti, Athni
Bedarahatti là một làng thuộc tehsil Athni, huyện Belgaum, bang Karnataka, Ấn Độ.